# Rivetina baetica
Espèce
Rivetina baetica est une espèce d'insectes de l'ordre des Mantodea et de la famille des Rivetinidae.

## Répartition
Cette espèce se rencontre dans la zone paléarctique.
Elle est par exemple présente en Espagne et au Portugal, au Maroc et à Malte.

## Habitat
Sur les îles maltaises, cette espèce se trouve presque exclusivement dans de grandes étendues de garrigues non fragmentées caractérisées par des poches peu profondes de sol argileux de type terra rossa dans un paysage karstique avec des plantes à faible croissance, de type arbustif et souvent aromatique avec des touffes occasionnelles de longues graminées.

## Alimentation
Les adultes de Rivetina baetica se nourrissent de divers orthoptères associés à leur environnement préféré de garrigue comme Acrotylus patruelis et Sphingonotus caerulans.

## Description

### Diagnose
Rivetina baetica est facilement identifiable par sa grande taille par rapport aux Ameles et par l'absence d'un ocelle coxal par rapport aux Mantis. Les mâles et les femelles sont colorés de manière cryptique en brun grisâtre un peu roussâtre mais les ailes postérieures sont colorées en noir avec un ocelle bien visible de blanc et de noir. Les femelles sont brachyptères avec des ailes à peu près une à 1,4 fois plus longues que le pronotum laissant de quatre à cinq segments abdominaux apparents, alors que les mâles sont macroptères. 

### Description détaillée

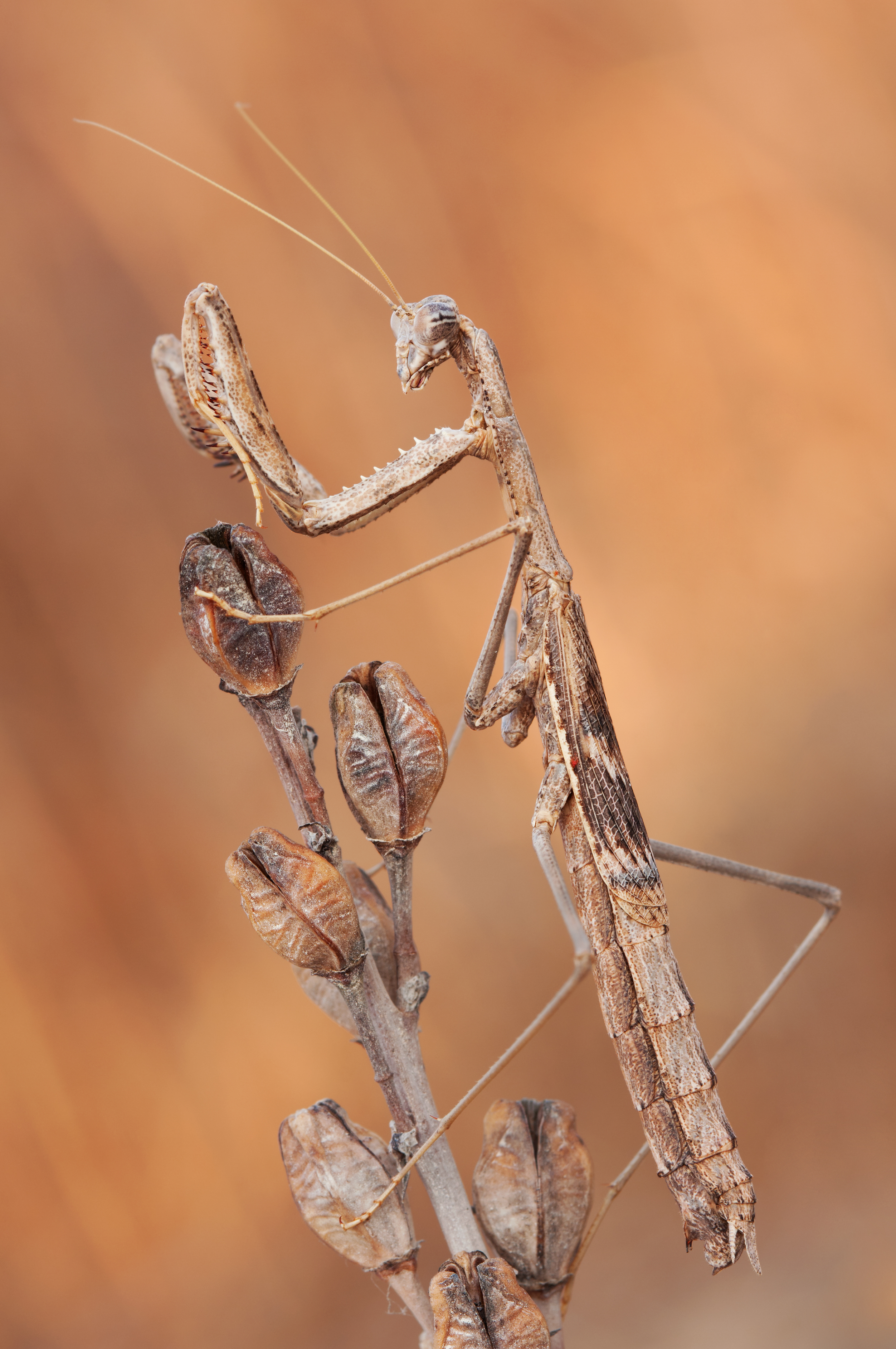
Rivetina baetica (Sicile).

Les yeux sont gros et très saillants. Les antennes sont moins longues que le corps et beaucoup plus épaisses chez le mâle que chez la femelle et d'un jaune roux.
Le prothorax est rétréci dans son milieu et médiocrement long. Il présente une légère bordure munie de petites épines inégales. Les autres pièces du thorax sont légèrement carénées. 
Les ailes sont un peu plus courtes que l'abdomen chez le mâle et elles n'en dépassent pas la moitié chez la femelle. Les ailes antérieures sont d'un gris un peu brunâtre. Leur bord antérieur, un peu dilaté vers la base, est en partie jaunâtre et bordé postérieurement par une ligne brune. Un espace brunâtre circonscrit par deux taches noires transverses bordées intérieurement par une autre tache blanchâtre est visible sur le disque. Chez la femelle, cet espace est traversé par quatre ou cinq lignes noirâtres longitudinales. La base du bord postérieur est dilatée, surtout chez la femelle et en grande partie noire. Les ailes postérieures sont d'un brun roux très finement striées en travers par des nervures roussâtres. Elles arborent, vers le sommet, une tache noire traversée, un peu au delà de son milieu, par une tache blanche qui la fait apparaitre comme présentant une pupille, surtout chez le mâle. 
L'abdomen est d'un gris roussâtre avec une ligne longitudinale sur le milieu et une série de taches d'un brun roussâtre qui forment comme trois bandes en dessus chez la femelle. Chez la femelle, la dernière pièce du dessous du ventre est bifide. Chez le mâle, la même partie est tronquée à l'extrémité où elle présente deux petites pointes articulées. Les deux pointes anales portent au dessus d'elles une petite lame allongée étroite un peu carénée et un peu moins saillante chez la femelle. 
Les pattes antérieures sont grises. Elles présentent, vers l'extrémité et à la face interne des fémurs, une tache brunâtre et rugueuse. Les autres pattes sont de la même couleur avec les tibias et les tarses roussâtres.

## Reproduction

### Oothèque
L'oothèque mesure environ 20 mm de long et son contour est presque oblong avec une marge régulièrement sinueuse en vue dorsale. Elle est nettement aplatie avec sa surface supérieure légèrement concave. Lors de sa fabrication, l'oothèque est bleu pâle puis en séchant, elle devient brun foncé. Les œufs sont pondus dans une fosse conique d'environ 30 à 40 mm de profondeur dans le sol. La fosse est creusée par le mouvement latéral de l'abdomen qui est courbé apicalement dans la direction du balayage de l'abdomen déplaçant le substrat vers le haut et sur la surface du sol. Les deux fortes épines ventrales de la plaque subgénitale de la femelle aident en fait à creuser cette fosse, peut-être aussi en assurant une meilleure prise sur les gros fragments de pierre lors du déplacement de la terre. La ponte commence le soir avant le coucher du soleil et se poursuit dans la nuit. Une fois l'oothèque produite, la femelle l'enterre en grattant le sol meuble qu'elle a elle-même déterré en balançant à plusieurs reprises les pattes arrières vers l'arrière.

## Systématique
Cette espèce a été nommée et décrite par l'entomologiste français Pierre Rambur en 1839 sous le protonyme Mantis baetica Rambur, 1839.

### Publication originale
- Pierre Rambur, Faune entomologique de l'Andalousie, Paris, 1837, 1-210 p. (lire en ligne).

### Liste des sous-espèces
Selon GBIF (8 juin 2025) :
- Rivetina baetica baetica Rambur, 1839
- Rivetina baetica tenuidentata La Greca & Lombardo, 1982